# Извините, что живу...
«Извините, что живу…» — документальный фильм режиссёра Алексея Погребного. Фильм и его авторы удостоены Государственной премии Российской Федерации и нескольких национальных и международных кинематографических наград.

## Сюжет
История жизни Веры Казаковой, рассказанная ей самой. Инвалид от рождения, она не только нашла в себе силы получить достойное образование, родить сына, но и активно бороться за возрождение своей малой родины.

## История создания
По воспоминанию режиссёра идею создания фильма ему подсказало письмо, из которого он узнал непростую историю женщины по имени Вера. Она — инвалид с детства, передвигается на костылях. Вера не выживает, она возрождает родину, где прошло её детство. 

Если такой человек находит в себе силы бороться за свою родину, то мы за свою большую Родину тоже должны порадеть. Иначе мы можем уйти как нация, как цивилизация. Как Россия…— А. Погребной, интервью телеканалу «Культура»
.

## Награды
- 2003 год — Государственная премия Российской Федерации (режиссёру и автору сценария Алексею Погребному, оператору Владиславу Услову, звукорежиссёру Владимиру Коробейникову, героине фильма Вере Казаковой).
- 2002 год — Первый приз в разделе документальных фильмов кинофестиваля «Кино без барьеров»
- 2002 год — Главный приз в конкурсе неигрового кино кинофестиваля «Окно в Европу».
- 2002 год — Международный кинофестиваль «Послание к Человеку», Гран-при «Золотой кентавр»
- 2002 год — Фестиваль документального кино «Флаэртиана», Приз за лучший полнометражный фильм документального кино.
- 2002 год — Межрегиональный фестиваль «Евразийский калейдоскоп», Специальный приз международного жюри за лучшую режиссуру.
- 2002 год — Открытый фестиваль документального кино «Россия», Специальный диплом Национальной ассоциации телерадиовещателей «За высокий профессионализм».

## Критика
Член Академии российского телевидения Нина Зверева называет фильм «Извините, что живу…» настоящим документальным кино, в котором присутствует исследование, монолог реального человека в реальный момент жизни. И хотя он посвящён инвалиду — это не слезливая программа. «Есть такие инвалиды, рядом с которыми нормальный человек чувствует себя более ущербным. Героиня фильма настолько неинвалид!».
Сама героиня однажды высказалась, что ей не всё нравится в фильме. Главное замечание заключается в том, что режиссёр показал её как женщину, но упустил такую грань её разносторонней личности как литературное творчество. Сам режиссёр утверждает, что ему фильм не нравится: «мне он кажется монотонным, слишком ровным; я помню, когда мы разложили материал, то пытались вытянуть фильм с помощью звука. Это произошло потому, что Вера Васильевна всё время пыталась мною руководить. <…> Вот поэтому в фильме были одни монологи и почти нет действия. Вера Васильевна не дала нам возможности снять её так, как она того заслуживала».